# Đô thị tại Bình Phước
Đô thị tại Bình Phước là những đô thị tại tỉnh Bình Phước, được các cơ quan nhà nước ở Việt Nam có thẩm quyền ra quyết định thành lập.
Hiện tại Bình Phước có ba loại đô thị: loại III, loại IV và loại V. Trong đó có 10 đô thị, gồm: 1 đô thị loại III, 3 đô thị loại IV.

## Quá trình hình thành

### Thời kỳ khai mở
Lịch sử khai phá vùng đất Bình Phước gắn với tiến trình khai phá vùng Đông Nam Bộ, rộng ra là cả vùng đất phía nam của Tổ quốc. Thời kỳ này, vùng đất Bình Phước là “ngoại vi” của các trung tâm hành chính - kinh tế như Đồng Nai, Thủ Dầu Một, Sài Gòn - Gia Định..., do vậy đô thị cũng chưa có điều kiện phát triển. Tuy nhiên, vùng đất Bình Phước cũng là nơi lưu giữ dấu tích của nền văn minh cổ của Việt Nam và các quốc gia trong khu vực, từ các dấu tích cổ sử với các di chỉ gắn liền với nền văn hóa Đông Sơn ở phía bắc Việt Nam, đến các di chỉ thuộc nền văn minh Phù Nam, Chân Lạp.
Đến thế kỷ XVI - XVII, công cuộc khai phá của người Kinh và các cộng đồng dân cư khác đã diễn ra nhanh chóng ở vùng Đông Nam Bộ, trong đó có vùng đất Bình Phước.
Nếu coi sự xác lập đơn vị hành chính là sự kiện đánh dấu cột mốc của việc hình thành các đô thị, thì thời điểm năm 1698, khi Thống suất Nguyễn Hữu Cảnh được triều đình sai vào kinh lược miền Nam, lập ra phủ Gia Định được coi là điểm khởi đầu của các đô thị vùng đất Nam Bộ, trong đó có Bình Phước. Ghi nhận sự kiện này, sách Gia Định thành thông chí của Trịnh Hoài Đức ghi rõ: “Mùa xuân năm Mậu Dần, đời vua Hiển Tông Hiển Minh hoàng đế sai Thống suất chương cơ Lễ Thành Hầu, Nguyễn Hữu Cảnh sang kinh lược Cao Miên, lấy đất Nông Nại đặt làm Gia Định phủ, lập xứ Đồng Nai làm huyện Phước Long, dựng dinh Trấn Biên, lập xứ Sài Gòn làm huyện Tân Bình, dựng dinh Phiên Trấn. Mỗi dinh đặt chức lưu thủ, cai bộ và ký lục để quản trị. Khi ấy, đất đai mở rộng cả ngàn dặm, dân số nhiều hơn bốn vạn hộ, lại chiêu mộ những lưu dân từ Bố Chánh trở về nam đến ở khắp nơi, đặt ra phường, ấp, xã, thôn, chia cắt địa phận, mọi người phân chiếm ruộng đất, chuẩn định thuế đinh điền và lập bộ tịch đinh điền”
Trong vòng nửa đầu thế kỷ XIX, dưới triều đình nhà Nguyễn, quy luật “tạo thị” tại vùng đất Nam Bộ đã diễn ra nhanh chóng, xét dưới góc độ “di dân, lập ấp”, tạo dựng các đơn vị hành chính tại các vùng đất mới. Năm 1802, triều Nguyễn đổi tên các đơn vị hành chính cũ, theo đó phủ Gia Định được đổi là trấn Gia Định, có năm đơn vị hành chính: trấn Phiên An, trấn Biên Hòa, trấn Định Tường, trấn Vĩnh Thanh và trấn Hà Tiên. Năm 1808, triều Nguyễn cải “trấn Gia Định” thành “Gia Định thành” và bổ nhiệm chức Tổng trấn, cai quản toàn bộ vùng đất Nam Bộ. Sự kiện thành lập “Gia Định thành” là một bước tiến quan trọng cho việc xác nhận về mặt hành chính của trung tâm đô thị hình thành ở vùng đất Nam Bộ. Theo các nghiên cứu, vùng đất Bình Phước ngày nay, vào nửa đầu thế kỷ XIX (1808 - 1855), thuộc hai huyện Bình An và Phước Bình, phủ Phước Long, trấn Biên Hòa, Gia Định thành
Nếu xét dưới góc độ “đô thị học” thì vùng đất Bình Phước lúc đó chỉ là vùng “ngoại vi” của Gia Định thành, chưa tham gia quá trình đô thị hóa. Tuy nhiên, sự gia tăng về dân cư và việc xác lập đơn vị hành chính cũng là tiền đề cần thiết cho việc “tạo thị” đối với các vùng đất mới.
Về dân cư trên địa bàn tỉnh Bình Phước thời điểm đó, đến nay chưa có số liệu thật chính xác, song có thể khẳng định, trên địa bàn Bình Phước tồn tại cộng đồng đa dân tộc, bao gồm các cư dân tại chỗ và các cư dân nhập cư.
Người dân tại chỗ Bình Phước bao gồm người Xtiêng, Khmer, Mnông, trong đó phần lớn là người Xtiêng. Người dân nhập cư là người Kinh, người Hoa... Nếu các dân tộc tại chỗ gắn bó với rừng, khai thác các nguồn lợi của tài nguyên rừng, trồng rẫy và một số nghề thủ công có tính “tự cấp tự túc”, thì cộng đồng người Kinh và người Hoa đến vùng đất mới để khai phá, sản xuất nông nghiệp, đồng thời phát triển thủ công nghiệp, thương mại. Trước khi người Pháp đặt ách đô hộ, cộng đồng người Kinh và người Hoa ở Bình Phước chỉ khoảng vài ngàn người, điều này cho thấy các hoạt động kinh tế phi nông nghiệp ở đây cũng chưa phát triển.

### Thời kỳ Pháp thuộc (1862 - 1945)
Công cuộc xâm lăng và khai thác thuộc địa của thực dân Pháp ở Việt Nam từ cuối thế kỷ XIX trở đi là nguyên nhân hình thành nên các đô thị hiện đại ở Việt Nam, trong đó phải kể đến các đô thị lớn như Hà Nội, Sài Gòn, Nam Định, Hải Phòng, Huế, Đồng Nai, Cần Thơ, v.v.. Vùng Đông Nam Kỳ cũng đặt trong tiến trình đô thị hóa, song chỉ tập trung ở các trung tâm hành chính, chính trị, kinh tế lớn. 12 Thời kỳ này, vùng đất Bình Phước đã có chuyển biến nhất định về kinh tế - xã hội do tác động của cuộc khai thác thuộc địa của thực dân Pháp, song quá trình này diễn ra muộn và chậm hơn so với các trung tâm chính trị - kinh tế - xã hội như Sài Gòn - Thủ Dầu Một - Biên Hòa. Xét dưới góc độ “tạo thị” của quá trình đô thị hóa, có thể khái quát một vài đặc điểm nổi bật ở vùng đất Bình Phước thời kỳ 1862 - 1945 như sau:
Thứ nhất, công cuộc bình định nhằm thiết lập quyền cai trị và khai thác của thực dân Pháp diễn ra ở vùng đất Bình Phước gặp nhiều khó khăn, một mặt do vùng này xa trung tâm, mặt khác là sự chống đối, phản kháng quyết liệt của nhân dân địa phương. Phải đến giữa thập niên 1920 trở đi, thực dân Pháp mới bắt đầu “cai trị” được vùng đất kiên cường này. Đến năm 1925, thực dân Pháp mới tổ chức được các đơn vị hành chính đầu tiên trên địa bàn Bình Phước, gồm lỵ sở Chơn Thành, tổng Hớn Quản (7 làng người Kinh, 36 làng dân tộc thiểu số), tổng Bù Đốp (1 làng người Kinh, 8 làng người dân tộc thiểu số). Tổng số dân của hai tổng Hớn Quản và Bù Đốp thời điểm này là 5.896 người (778 người Kinh và 5.118 người dân tộc thiểu số). Như vậy, người dân tộc thiểu số chiếm tới 86,82%, trong khi số lượng người Kinh đến vùng đất này chưa nhiều. Tình hình đã đổi khác khi các đồn điền cao su được mở ra ngày càng nhiều trên địa bàn Bình Phước từ cuối thập niên 1920, đầu thập niên 1930 trở đi. Lao động nhập cư đến Bình Phước hầu hết là công nhân làm việc trong các đồn điền cao su của tư bản Pháp. Họ là những người dân nghèo đến từ miền Bắc, miền Trung. Nếu tính cả tỉnh Thủ Dầu Một (gồm Bình Dương, Bình Phước hiện nay) vào thời điểm năm 1939, dân số đạt 188.088 người, tương đương với dân số của Biên Hòa, Sài Gòn và vượt xa dân số tỉnh Tây Ninh
Thứ hai, sự hình thành các đồn điền cao su gắn với việc hình thành các điểm dân cư tập trung là yếu tố chủ yếu trong tiến trình “tạo thị” ở vùng đất Bình Phước thời kỳ Pháp thuộc. Có thể nói, “cơn khát cao su” được “thỏa mãn” trên vùng đất Bình Phước trong các thập niên 1920 - 1930, đã tạo động lực thúc đẩy sự biến đổi về kinh tế - xã hội tại vùng đất xa xôi, vốn bị coi là “rừng thiêng nước độc” này.
Trước hết, để bảo vệ an ninh cho công cuộc khai thác thuộc địa, các đơn vị hành chính sở tại được thiết lập. Địa chí Thủ Dầu Một năm 1910 đã mô tả khái quát nền hành chính của tỉnh như sau:
“Việc hành chính của tỉnh được bảo đảm bởi một quan chức hành chính của tổ chức dân sự Đông Dương; có tỉnh trưởng, được phụ tá bởi một vị phó, một nhân viên văn phòng, một kế toán, những thư ký và các phiên dịch người bản xứ.
Một phái đoàn đại diện dưới sự quản lý của một người châu Âu được thành lập ở Hớn Quản ở xứ Mọi, một nhân viên kiểm lâm cũng được đặt ở đây. Quan chức hành chính vừa mới yêu cầu bãi bỏ nhân viên kiểm lâm và chuyển đến trạm Bù Đốp được quản lý bởi một người châu Âu và lệ thuộc vào (chịu sự quản lý) của Hớn Quản: Thực ra đó là một bảo an binh đứng đầu trạm (đồn bót) Bù Đốp. Trạm này ở xứ Xtiêng, nằm giữa những khu rừng đẹp, trong khi Hớn Quản bị chìm trong biển tre. Tỉnh được chia thành 12 vùng: 6 tổng người Việt và 6 tổng người Mọi, người ta tính được có tới 78 làng Việt và khoảng 50 làng Mọi. Những cơ quan hành chính khác ở Thủ Dầu Một được đại diện bởi một vị thu thuế, một giáo sư, các nhân viên kiểm lâm, hai nhân viên hải quan, một ở Thủ Dầu Một và một ở Lái Thiêu, một vị hiến binh (viên sen đầm) làm chức năng của một tên cò.1 Một kỹ sư lục bộ người bản xứ nhận lãnh nhiệm vụ bảo quản các con đường thuộc tỉnh và trông coi công việc khác được tiến hành ở đây”.
Đoạn mô tả trên cho thấy một hệ thống hành chính khá hoàn chỉnh và gọn nhẹ được chính quyền thực dân thiết lập tại Thủ Dầu Một, trong đó có địa bàn Bình Phước hiện nay
Cùng với việc thiết lập hệ thống hành chính, các tuyến đường giao thông nội vùng và liên vùng có một vai trò hết sức quan trọng để mở mang và khai thác các đồn điền cao su ở Bình Phước. Hệ thống đường nội bộ đã được hình thành tại các đồn điền Xa Trạch, Hớn Quản, Quản Lợi, Xa Cam..., có vai trò không chỉ trong việc đi lại trong đồn điền mà còn kết nối ra bên ngoài. Các con đường huyết mạch số 13, 14 được thực dân Pháp xây dựng trong các thập niên 1920 - 1930 có vai trò kết nối giữa Bình Phước với các vùng trong khu vực và cả nước. Bên cạnh đó, các tuyến đường nội vùng, kết nối Bình Phước với các địa phương khác, như đường từ Sở Sao lên Phước Long, đường từ Thủ Dầu Một lên Chơn Thành, Bình Long, đường từ Bù Đốp đến ngã ba Biên Giới..., đã hoàn chỉnh hơn hệ thống đường bộ, phục vụ nhu cầu giao thương ở Bình Phước và các vùng lân cận.
Đường sắt cũng được xây dựng khá sớm tại Bình Phước. Tuyến đường sắt nội bộ đầu tiên được xây dựng năm 1923, dài 3,5 km, nối đồn điền cao su và nhà máy chế biến mủ cao su thuộc Công ty cao su Viễn Đông (CEXO). Đáng chú ý là tuyến đường sắt huyết mạch nối liền Sài Gòn - Lộc Ninh - miền Trung Đông Dương có vai trò quan trọng trong việc khai thác hệ thống đồn điền và tài nguyên giàu có ở Đông Nam Bộ, gắn với vùng biên giới Campuchia.
Sự hiện diện và lan tỏa của hệ thống giao thông trên địa bàn Bình Phước đã tạo tiền đề, điều kiện cần thiết cho quá trình đô thị hóa ở vùng đất mới này.
Thứ ba, quá trình khai thác thuộc địa của thực dân Pháp ở Bình Phước cũng đã bắt đầu hình thành và phát triển nền kinh tế hàng hóa - tiền tệ trong đời sống kinh tế - xã hội. Các cơ sở đồn điền, đại lý cung cấp dịch vụ bưu điện, vật liệu xây dựng, những tiệm tạp hóa bán các hàng nhu yếu phẩm, cửa hàng bán lương thực, thực phẩm, các chợ địa phương..., là những cơ sở thương mại - dịch vụ tồn tại song song với những hoạt động kinh tế khác của Bình Phước, tạo nên cơ sở kinh tế - xã hội của quá trình “tạo thị” ở vùng đất này.

### Thời kỳChiến tranh Đông DươngvàChiến tranh Việt Nam
Giai đoạn 1945 - 1954, vùng đất Bình Phước vẫn là vùng “ngoại vi” của các đô thị ở Đông Nam Bộ, kinh tế chủ yếu là nông nghiệp - lâm nghiệp, hệ thống kết cấu hạ tầng hầu như chưa có sự chuyển biến đáng kể, ngoài việc tôn tạo, sửa chữa các con đường giao thông đã được xây dựng từ trước, phục vụ nhu cầu quân sự và đi lại của chính quyền thực dân.
Trong giai đoạn này, quá trình đô thị hóa trên địa bàn Bình Phước hầu như không đáng kể. Thêm vào đó, Bình Phước còn là nơi tranh chấp ở thế cài răng lược giữa ta và địch, mức độ ảnh hưởng của chiến sự ngày càng gia tăng đã ảnh hưởng đến tình hình phát triển kinh tế và đô thị hóa ở địa bàn này.
Về phương diện hành chính, năm 1956, chính quyền Sài Gòn quyết định tách tỉnh Thủ Dầu Một thành hai tỉnh Bình Dương và Bình Long, tách tỉnh Biên Hòa thành hai tỉnh Biên Hòa và Phước Long, trong đó Bình Long và Phước Long thuộc địa bàn tỉnh Bình Phước ngày nay.
Về phương diện “tạo thị”, giai đoạn 1954 - 1975 đánh dấu sự hình thành hai đô thị Bình Long và Phước Long dưới tác động của quá trình phát triển kinh tế - xã hội và quân sự hóa trong hoàn cảnh chiến tranh xâm lược của đế quốc Mỹ. Đây là thời kỳ kinh tế hàng hóa đã phát triển khá nhanh trên địa bàn Bình Phước với các hoạt động sản xuất kinh doanh, các cơ sở thương mại - dịch vụ phục vụ các yêu cầu quân sự và dân sự. Hệ thống giao thông nội vùng và liên vùng được cũng cố và phát triển, đặc biệt là con đường huyết mạch nối liền Sài Gòn - Lộc Ninh, đến Bình Long, Phước Long và các địa điểm khác. Sự hiện diện của hai sân bay quân sự ở Lộc Ninh và Phước Long không chỉ đáp ứng yêu cầu “bình định” của chính quyền Sài Gòn, mà còn làm đa dạng hơn phương tiện giao thông ở Bình Phước.
Đặc điểm nổi bật của vùng đất Bình Phước thời kỳ 1954 - 1975 là: nơi đây diễn ra các cuộc chiến ác liệt, nơi đối đầu giữa chính quyền Sài Gòn với lực lượng quân đội chủ lực và quân địa phương của Chính phủ Cộng hòa miền Nam Việt Nam. Do vậy, cư dân trên vùng đất Bình Phước thường biến động, đặc biệt là dân cư tại các trung tâm đô thị. Thời kỳ 1954 - 1975, dân số trên địa bàn Bình Phước có sự gia tăng đáng kể, với các hoạt động kinh tế tương đối đa dạng, tạo điều kiện kinh tế - xã hội cho việc hình thành các đô thị mới.

#### Đô thị Bình Long[9]
Tỉnh Bình Long được thành lập ngày 22-10-1956, có tỉnh lỵ là An Lộc, diện tích là 2.334km2, nằm ở phía bắc Sài Gòn (cách Sài Gòn khoảng 111 km); đông và đông nam giáp tỉnh Phước Long, tây bắc giáp tỉnh Tây Ninh, tây nam giáp Campuchia, phía nam giáp tỉnh Bình Dương và phía bắc giáp Campuchia.
Tỉnh Bình Long, tại thời điểm năm 1967, có ba quận là An Lộc, Lộc Ninh và Chơn Thành, gồm 54 xã, 224 thôn, dân số khoảng 80.000 người (năm 1960 là 65.159 người).
| Cơ cấu dân số tỉnh Bình Long tại thời điểm năm 1960 (Đơn vị tính: người) | Cơ cấu dân số tỉnh Bình Long tại thời điểm năm 1960 (Đơn vị tính: người) |
| ------------------------------------------------------------------------ | ------------------------------------------------------------------------ |
| Tổng số                                                                  | 65.195                                                                   |
| Phân theo giới tính: - Nam - Nữ                                          | 32.370 32.825                                                            |
| Độ tuổi lao động: (16 tuổi - 45 tuổi)                                    | 22.126                                                                   |
| Phân theo dân tộc: - Kinh - Thượng - Miên, Lào - Hoa - Người Âu          | 45.787 15.163 4.124 16 105                                               |
| Phân theo thành phần: - Buôn bán                                         | 1.946                                                                    |

Nguồn: Tổng hợp từ báo cáo của Ủy ban thống nhất tỉnh Bình Long (năm 1969). Tài liệu lưu trữ tại Trung tâm Lưu trữ quốc gia III (tỉnh Bình Long)
Vào thế kỷ 19, vùng đất tỉnh Bình Phước còn là vùng rừng rậm thuộc đạo Quang Phong, mặc dù thuộc lãnh thổ nhà Nguyễn nhưng nằm ở rìa ranh giới các tỉnh Gia Định và Biên Hòa nhà Nguyễn. Quá trình đô thị hóa tại Bình Phước chỉ bắt đầu khoảng vào đầu thế kỷ 20, thời Pháp thuộc, khi đó vùng đất này nằm trong 2 quận Hớn Quản và Bù Đốp của tỉnh Thủ Dầu Một. Năm 1936, tỉnh Thủ Dầu Một thuộc xứ Nam Kỳ của Liên bang Đông Dương, có 3 quận là Châu Thành, Hớn Quản và Bù Đốp. Từ đó manh nha hình thành các trung tâm đô thị hành chính có vai trò là quận lỵ của hai quận này.
- Năm 1956, Việt Nam Cộng Hòa thiết lập một số tỉnh mới ở miền Nam. Hai tỉnh Bình Long và Phước Long là tiền thân của tỉnh Bình Phước. Với 2 đô thị là tỉnh lị: quận An Lộc thuộc tỉnh Bình Long và quận Phước Bình thuộc tỉnh Phước Long.
- Năm 1994, thành lập thị trấn An Lộc và thị trấn Chơn Thành thuộc huyện Bình Long; thành lập thị trấn Đồng Xoài thuộc huyện Đồng Phú; thành lập thị trấn Lộc Ninh thuộc huyện Lộc Ninh; thành lập thị trấn Phước Bình và thị trấn Thác Mơ thuộc huyện Phước Long; thành lập thị trấn Đức Phong thuộc huyện Bù Đăng.[11]
- Năm 1999, Chính phủ ban hành Nghị định 90/1999/NĐ-CP thành lập thị xã Đồng Xoài trên cơ sở tách ra từ huyện Đồng Phú[12]
- Năm 2002, thành lập thị trấn Tân Phú thuộc huyện Đồng Phú trên cơ sở một phần xã Tân Lợi.[13]
- Năm 2005, thành lập thị trấn Thanh Bình thuộc huyện Bù Đốp trên cơ sở một phần xã Thanh Hòa.[14]
- Năm 2009, theo Nghị quyết số 35/NQ-CP của Thủ tướng Chính phủ, thành lập thị xã Bình Long từ một phần huyện Bình Long và thị xã Phước Long từ một phần huyện Phước Long[15]
- Năm 2011, công nhận xã Phú Nghĩa (huyện Bù Gia Mập) và xã Tân Khai (huyện Hớn Quản) là đô thị loại V.
- Năm 2014, thị xã Đồng Xoài được công nhận là đô thị loại III trực thuộc tỉnh Bình Phước.[16]
- Năm 2018, thành lập thành phố Đồng Xoài trên cơ sở thị xã Đồng Xoài và thành lập thị trấn Tân Khai thuộc huyện Hớn Quản trên cơ sở xã Tân Khai.[17]
- Năm 2020, khu vực dự kiến thành lập thị xã Chơn Thành (gồm toàn bộ huyện Chơn Thành) được công nhận là đô thị loại IV.[18]
- Năm 2022, thành lập thị xã Chơn Thành trên cơ sở huyện Chơn Thành.[19]

## Các đô thị
| STT  | Tên đô thị          | Loại đô thị | Diện tích (km²) | Dân số (người) | Mật độ dân số (người/km²) | Vai trò                                                                             | Số phường | Số xã | Số thị trấn | Hình ảnh                                 |
| ---- | ------------------- | ----------- | --------------- | -------------- | ------------------------- | ----------------------------------------------------------------------------------- | --------- | ----- | ----------- | ---------------------------------------- |
| 1    | Thành phố Đồng Xoài | Loại III    | 168,47          | 162.700        | 971                       | Trung tâm chính trị, kinh tế, văn hóa và xã hội quan trọng nhất của tỉnh Bình Phước | 6         | 2     |             | Cổng chào thành phố Đồng Xoài            |
| 2    | Thị xã Bình Long    | Loại IV     | 126,28          | 105.520        | 837                       | Trung tâm chính trị, kinh tế, văn hóa và xã hội của tỉnh Bình Phước                 | 4         | 2     |             | Thị xã Bình Long                         |
| 3    | Thị xã Phước Long   | Loại IV     | 118,83          | 81.200         | 683                       | Trung tâm chính trị, kinh tế, văn hóa và xã hội của tỉnh Bình Phước                 | 5         | 2     |             | Cáp treo núi Bà Rá tại thị xã Phước Long |
| 4    | Thị xã Chơn Thành   | Loại IV     | 390,34          | 121.083        | 310                       | Trung tâm chính trị, kinh tế, văn hóa và xã hội của tỉnh Bình Phước                 | 5         | 4     |             | Thị xã Chơn Thành                        |
| 5    | Thị trấn Lộc Ninh   | Loại V      | 8,43            | 9.671          | 1147                      | Trung tâm chính trị, kinh tế, văn hóa và xã hội của huyện Lộc Ninh                  |           |       | 1           | Thị trấn Lộc Ninh                        |
| 6    | Thị trấn Tân Khai   | Loại V      | 45,9            | 9570           | 208                       | Trung tâm chính trị, kinh tế, văn hóa và xã hội của huyện Hớn Quản                  |           |       | 1           |                                          |
| 7    | Thị trấn Tân Phú    | Loại V      | 31,02           | 5.631          | 182                       | Trung tâm chính trị, kinh tế, văn hóa và xã hội của huyện Đồng Phú                  |           |       | 1           |                                          |
| 8    | Thị trấn Thanh Bình | Loại V      | 16,08           | 7.643          | 475                       | Trung tâm chính trị, kinh tế, văn hóa và xã hội của huyện Bù Đốp                    |           |       | 1           | Gần Thanh Bình                           |
| 9    | Thị trấn Đức Phong  | Loại V      | 10,3            | 5.943          | 577                       | Trung tâm chính trị, kinh tế, văn hóa và xã hội của huyện Bù Đăng                   |           |       | 1           |                                          |
| 10   | Xã Phú Nghĩa        | Loại V      | 147,69          | 7455           | 51                        | Trung tâm chính trị, kinh tế, văn hóa và xã hội của huyện Bù Gia Mập                |           | 1     |             | Bù Gia Mập                               |
| Tổng | 10                  |             | 972,4           | 261.003        |                           |                                                                                     | 20        | 11    | 5           |                                          |